# 戈亚斯州帕尔梅拉斯
戈亚斯州帕尔梅拉斯是巴西戈亚斯州的一个市镇。总面积1523.683平方公里，总人口18699人，人口密度12.3人/平方公里。